# Tony Stewart (Rennfahrer)
Anthony Wayne „Tony“ Stewart (* 20. Mai 1971 in Columbus, Indiana) ist ein ehemaliger US-amerikanischer Automobilrennfahrer und Team-Teilhaber von Stewart Haas Racing. Er war von 1999 bis 2016 im NASCAR Sprint Cup aktiv, dort gewann er die Meisterschaft in den Jahren 2002, 2005 und 2011. Damit ist er der einzige Fahrer, der den NASCAR-Cup-Titel sowohl zu Zeiten des Winston Cups, als auch des Nextel Cups und des Sprint Cups gewinnen konnte.
Er hatte die Spitznamen „Smoke“ und „The Columbus Comet“ (nach seiner Heimatstadt). Er ist Besitzer des Eldora Speedway, auf dem jährlich das Prelude to the Dream stattfand. Nach der Saison 2016 beendete er seine aktive NASCAR-Karriere, er kündigte jedoch an, noch weitere Dirt-Track-Rennen zu bestreiten.

## Karrierebeginn
Stewart begann mit dem Kartsport und gewann 1987 die World Karting Championship. 1991 wurde er Rookie of the Year (bester neuer Fahrer) in der United States Auto Club (USAC) Silver Crown Series, 1994 Champion der National Midget Series. 1995 konnte er als erster Fahrer alle drei wesentlichen Titel der USAC gewinnen.
1996 debütierte er neben seinen Indy-Car-Rennen im Wagen von Harry Rainer in der Busch Grand National Series. Sein bestes Resultat in neun Rennen war jedoch nur ein 16. Platz. Ein einmaliger Einsatz in der Craftsman Truck Series (dritthöchste NASCAR-Rennserie) führte zu einem zehnten Platz.
1997 hatte er einen schwachen Saisonstart in der Indy Racing League (IRL), als er in den ersten drei Rennen ausfiel. Nach seinem ersten Sieg in Pikes Peak konnte er sich trotz durchwachsener Ergebnisse den Titel holen. Er fuhr wieder einige Rennen in der Busch Grand National Series, diesmal für Joe Gibbs. Bei Zielankünften erreichte er stets die Top 10, mit einem dritten Platz in Charlotte als bestes Ergebnis. Gibbs war so beeindruckt, dass Stewart für 1998 einen Vertrag für alle Busch-Rennen erhielt, die sich nicht mit der IRL überschnitten.
In der IRL gewann er zwei Rennen und wurde Dritter der Gesamtwertung. Insbesondere wegen seines letzten Platzes bei den Indianapolis 500 aufgrund eines Motorschadens verlief diese Serie für ihn 1998 enttäuschend. In der Busch Grand National Series erreichte er in fünf Rennen die Top 5 und wurde zweimal Zweiter. Am Saisonende wurde er mit 22 von 31 gefahrenen Rennen 21. der Meisterschaft. Zur Saison 1999 stieg er in den Winston Cup auf, damit beendete er auch seine dreijährige IRL-Karriere.

## Karriere im Sprint Cup

### Unter Vertrag bei Joe Gibbs Racing (1999–2008)
Im ersten Saisonrennen, dem Daytona 500, konnte er sich mit seinem Home Depot Pontiac mit der Nummer 20 überraschend als Zweiter qualifizieren. Im Rennen lag er zunächst im Vorderfeld, ehe er durch technische Probleme auf einen 28. Platz zurückfiel. Stewart fuhr in seiner Debütsaison häufig in die Top 10 und konnte nur ein Rennen nicht beenden. Zusammen mit drei Rennsiegen bedeutete dies den vierten Platz in der Gesamtwertung und den Titel Rookie of the Year.
2000 konnte er sechs Rennen gewinnen, verschlechterte sich jedoch wegen einer Reihe von Ausfällen in der Gesamtwertung auf Platz sechs. Wegen einiger unrühmlichen Rennvorfälle erhielt Stewart in mehreren kritischen Presseberichten die Aufforderung, er solle sein Rowdy-Verhalten einstellen. So ließ er nach einem Unfall mit Jeff Gordon in Watkins Glen eine schimpfwortgeladene Tirade gegen den damals dreimaligen Champion los.
2001 war er in einem spektakulären Crash beim Eröffnungsrennen, dem Daytona 500, involviert. Stewart überstand mehrere Überschläge seines Autos unversehrt und gewann im Verlaufe der Saison drei Rennen, um damit Vizemeister zu werden. Nach einem „Bump and run“, dem in der NASCAR in Maßen erlaubten Anschubsen des Vordermannes, von Jeff Gordon beim Rennen in Bristol rächte sich Stewart nach dem Rennen, indem er Gordons Wagen in der Boxengasse umdrehte. In Daytona legte er sich mit einem NASCAR-Rennoffiziellen an, nachdem er zuvor eine schwarze Flagge ignoriert hatte. Mit diesem setzte er sich auch in Talladega auseinander, da er sich weigerte, das obligatorische HANS-System zu tragen. Diese Vorfälle trugen zu seinem Image als bad boy der NASCAR bei.

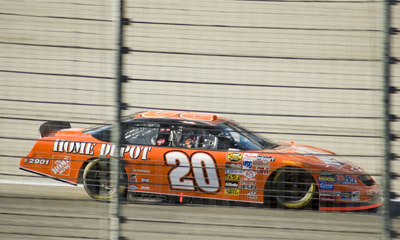
Tony Stewarts Home Depot Chevrolet mit der Startnummer 20

Das erste Rennen 2002 begann mit einem Ausfall durch einen Motorschaden, der bereits in Runde zwei das Rennen für den Wagen mit der Nummer 20 beendete. Am Anfang der Saison holte Tony sich zwei Siege, war jedoch nach der Hälfte der Rennen nur Siebter. Zudem führte eine Auseinandersetzung mit einem Fotografen beim Brickyard 400 zu einer Bewährungsstrafe bis zum Saisonende. Das folgende Rennen in Watkins Glen konnte er gewinnen, anschließend platzierte er sich durchgehend in den Top 5, um im Kampf gegen Mark Martin seinen ersten Winston Cup zu holen.
Als Titelverteidiger wechselte er 2003 von Pontiac zu Chevrolet und hatte eine vergleichsweise ruhige Saison. Zwei Siege und eine starke Form am Saisonende führten zu einem siebten Platz.
Mit zwei Siegen in Chicagoland und Watkins Glen wurde er 2004 Sechster. Zusammen mit Andy Wallace und Dale Earnhardt junior erreichte er in einem Boss Motorsports Chevrolet einen vierten Platz beim 24-Stunden-Rennen von Daytona 2004. Das Trio dominierte mit ihrem Sportwagen bis kurz vor Rennende das Geschehen, als ihre Hinterradaufhängung brach. Im November kaufte Stewart den Eldora Speedway in Rossburg, Ohio, einen der legendärsten Short-Track-Rennkurse der USA.
2005 wurde er mit fünf Siegen zum zweiten Mal Champion der obersten NASCAR-Rennserie. Der erstmals ausgetragene Chase for the Nextel Cup führte eine Art Playoffrunde unter den bislang zehn besten Fahrern in den letzten zehn Saisonrennen ein, den Stewart als topgesetzter Fahrer begann. Ohne weiteren Sieg, aber mit Top-10-Platzierungen in sieben der zehn Rennen holte er sich den Titel. Stewart ist damit einer der jüngsten Fahrer, die mehrfach Meister wurden. Seine Renn- und Meisterschaftsprämien addierten sich 2005 auf rund 13,6 Millionen US-Dollar. Am 16. August rammte Tony Brian Vickers’ Wagen nach Rennende in der Busch Series in Watkins Glen. Neben einer Strafe von 5.000 US-Dollar fuhr er wieder unter Bewährung. Seit seinem zweiten Saisonsieg klettert er, ähnlich wie Spiderman Hélio Castroneves nach seinen Erfolgen mit Helm und Rennoverall am Zaun der Streckenbegrenzung hoch, um sich feiern zu lassen. Sein Sponsor, die Baumarktkette Home Depot, nutzte die erzeugte Aufmerksamkeit, um den Verkauf von Leitern und Ziegelsteinen zu steigern.
2006 verpasste Stewart durch einen 18. Platz in Richmond die Qualifikation für den Chase um knappe 16 Punkte. Zwei Siege und 14 Top-10-Platzierungen reichten knapp nicht gegen Kasey Kahne, der sich durch einen Sieg und einen dritten Platz in den Rennen 25 und 26 den zehnten Platz der Tabelle sicherte. In den verbliebenen zehn Rennen holte Stewart drei Siege und festigte seine elfte Position. Mitte der Saison kämpfte er mehrere Rennen mit einer schmerzhaften Schulterverletzung. Während des NASCAR’s All Star Race am 20. Mai kollidierte Stewart mit Matt Kenseth, woraufhin sie sich gegenseitig die Schuld zuwiesen. Am 23. Juli wurde er von den Rennkommissaren wegen unfairen Fahrens für eine Runde im laufenden Rennen angehalten, erreichte aber dennoch Platz 7.
Die Saison 2007 begann für Stewart mit einer Enttäuschung. Nach einem Unfall beim Daytona 500 beendete er das Rennen auf Platz 43. Bis zur Halbzeit der Saison folgten daraufhin insgesamt elf Top-10-Ergebnisse, nur fünf Mal landete Stewart außerhalb der Top 20. Am 15. Juli 2007 meldete er sich mit einem Sieg beim USG Sheetrock 400 auf dem Chicagoland Speedway zurück. Zwei Wochen später siegte Stewart auch beim nächsten Saisonrennen, dem Allstate 400 at the Brickyard, auf dem Indianapolis Motor Speedway. Es folgte ein sechster Platz beim Pepsi 400 in Daytona und sein dritter und zugleich letzter Sieg der Saison beim Centurion Boats at The Glen in Watkins Glen. In der Saison 2007 schaffte es Stewart in den Chase und erzielte in den letzten zehn Rennen fünf Platzierungen unter den Top 10, darunter ein zweiter Platz beim Chevy Rock & Roll 400 in Richmond. Demgegenüber standen allerdings drei Platzierungen außerhalb der Top 30, so dass Stewart am Ende der Saison Platz sechs in der Meisterschaft belegte.
Die erste Hälfte der Saison 2008 im Sprint Cup verlief eher durchwachsen. Nach 18 Rennen hatte Stewart zwar fünf Top-5- und acht Top-10-Platzierungen erzielt, demgegenüber standen auch vier Rennen, in denen er auf Platz 30 oder schlechter ins Ziel kam. Zudem gelang es ihm bis dahin nicht, ein Rennen zu gewinnen. Demgegenüber standen insgesamt fünf Siege bei insgesamt sieben Rennen in der Nationwide Series, bei denen er antrat. Am 9. Juli 2008 gab sein Teambesitzer Joe Gibbs bekannt, dass Stewart zur Saison 2009 das Team verlassen wird, um neben seiner Rennfahrerkarriere Teilhaber des Teams Stewart Haas Racing zu werden, für das er auch fahren wird.

### Teambesitzer und Fahrer bei Stewart Haas Racing (ab 2009)

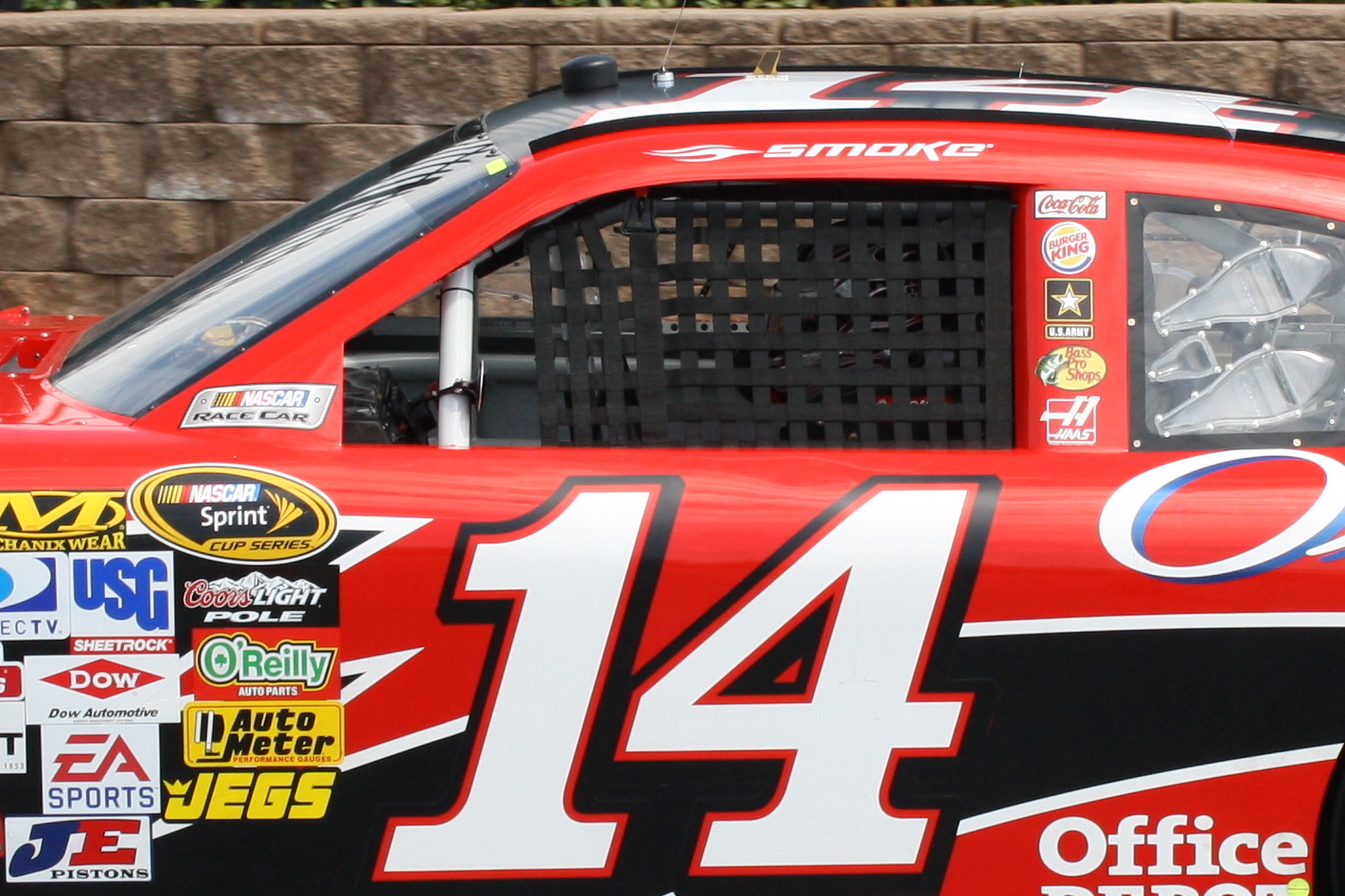
Der Einsatzwagen #14 von Stewart Haas Racing im Jahr 2009

Das neue Stewart-Haas-Racing-Team war von Beginn der Saison 2009 an direkt konkurrenzfähig, da das Team Kundenfahrzeuge von Hendrick Motorsports bezieht. In den ersten 11 Rennen konnte Stewart acht Top-10-Platzierungen einfahren und beim Sprint All-Star Race XXV, das nicht zur Meisterschaft gehört, konnte Tony Stewart seinen ersten Sieg als Fahrer und Teambesitzer erzielen. 3 Wochen später gewann er mit seinem neuen Team sein erstes Punkte-Rennen auf dem Pocono Raceway beim Pocono 500. Das war das erste Mal seit 11 Jahren, dass wieder ein Fahrer, der gleichzeitig Teambesitzer ist, ein Rennen zu gewinnen vermochte.
Es folgten im Verlauf der Saison vor dem Chase for the Sprint Cup noch weitere Siege beim Frühlingsrennen in Daytona, dem Coke Zero 400 und in Watkins Glen International beim Heluva Good! Sour Cream Dips at the Glen. Bis zum 26. Rennen in Richmond behauptete Stewart die Tabellenführung mit 3 Siegen und 18 Top-10-Platzierungen. Da Mark Martin aber 3 Siege mehr auf dem Konto hatte, startete Stewart als 2. in den Chase for the Sprint Cup.
Im Chase war Stewart nicht in der Lage, um die Meisterschaft mitzufahren. Ihm gelang zwar noch ein Sieg in Kansas beim Price Chopper 400, aber die restlichen Rennen verliefen eher durchwachsen, und er schloss seine erste Saison als Fahrer und Teambesitzer mit Gesamtrang 6 ab.
Zu Beginn der Saison 2010 konnte Stewart wieder den Saisonauftakt der Nationwide Series in Daytona gewinnen. Dies gelang ihm zum fünften Mal in sechs Jahren. Auch in diesem Jahr konnte er sich für den Chase qualifizieren, indem er nach dem Air Guard 400 auf dem Richmond International Raceway mit einem Sieg und 7 Top-5-Platzierungen den sechsten Platz der Tabelle innehatte. Im Chase konnte er allerdings nur durchschnittlich punkten und beendete das Jahr auf dem 7. Gesamtrang.

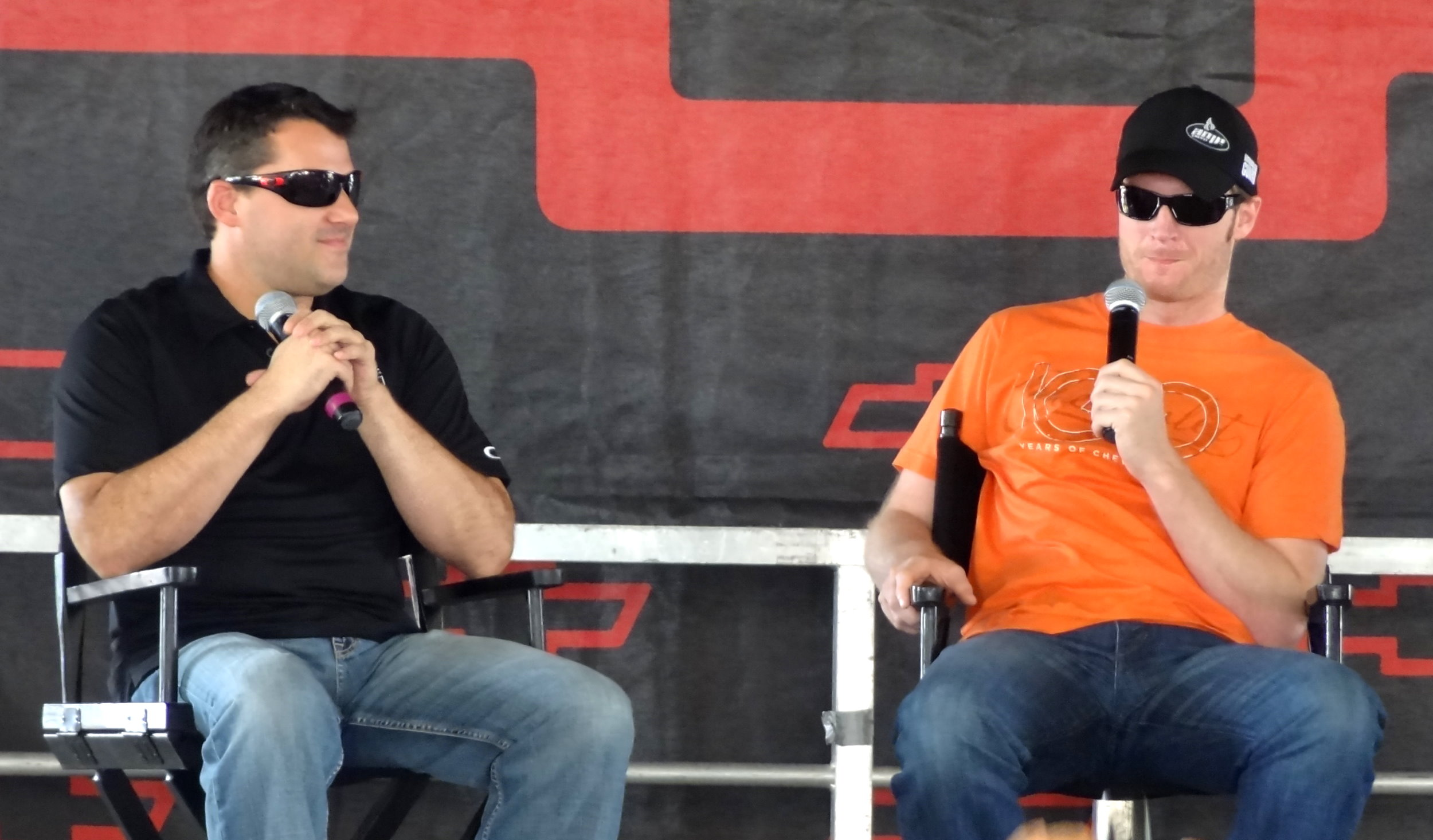
Stewart mit Earnhardt Jr. in Richmond, 2011

Nach einer eher durchwachsenen ersten Saisonhälfte des 2011 gelang ihm als Neuntplatzierter der Fahrerwertung die Qualifikation für den Chase nur knapp, indem er sich erst im letzten Qualifikationsrennen in Richmond den Platz sichern konnte. Daraufhin gewann er, der eher als Außenseiter in den Chase kam, gleich die ersten beiden Rennen in Chicago und Loudon. Auch die nächsten Rennen konnte er im Durchschnitt sehr gute Ergebnisse erzielen, bis er beim 33. Saisonrennen auf dem Martinsville Speedway den nächsten Sieg holte, indem er kurz vor Schluss den amtierenden, fünffachen Champion Jimmie Johnson außen überholte, was eine kleine Sensation darstellte. In einem Interview nach diesem Rennen machte Stewart deutlich, dass Carl Edwards, der Tabellenführer, mit ihm rechnen solle. Wörtlich sagte er "He better be worried. That's all ... He's not going to have an easy three weeks". Richtig spannend machten es Edwards und Stewart zum Saisonfinale. Stewart benötigte nach einem weiteren Rennsieg in Texas und einem dritten Platz in Phoenix dennoch 3 Punkte, um auf Gleichstand mit Edwards zu sein, der seinerseits sehr gute Ergebnisse verbuchen konnte. Nach einem Drama in Homestead, bei dem Stewart zweimal das gesamte Feld von ganz hinten aufrollen musste, siegte er schließlich vor Edwards und konnte sich so die Meisterschaft sichern, da er mehr Siege – schlussendlich fünf – erzielen konnte.
Die Saison 2012 beendet Stewart als Neunter der Gesamtwertung mit drei Siegen. Beim Rennen in Bristol erregte er Aufsehen, als er, nach einer Kollision mit Matt Kenseth, seinen Helm auf die Motorhaube von dessen Auto schleuderte, während dieser aus der Boxengasse fuhr. Zudem erklärte er, er werde "durch Kenseth hindurchfahren", wenn er die Chance dazu bekäme.
In der Saison 2013 erzielte Stewart nur mäßige Erfolge. Bass Pro Shops hatte Office Depot für diese Saison als Hauptsponsor abgelöst. Nach einem Sieg beim FedEx 400, wurde die Saison am 4. August unterbrochen. Stewart brach sich bei einem Sprint-Car-Unfall das rechte Bein und wurde in den restlichen Rennen zunächst durch Max Papis und Austin Dillon vertreten, um später regelmäßig durch Mark Martin ersetzt zu werden.
Auch in der Saison 2014 musste Stewart ersetzt werden. Regan Smith und Jeff Burton sprangen für ihn ein, nachdem Stewart entschieden hatten, zwei Rennen – Cheez-It 355 und Pure Michigan 400 – auszusetzen. Grund war abermals ein Sprint-Car-Unfall, bei dem der junge Fahrer Kevin Ward Jr. starb und bei dem Stewart involviert war.
2015 verlief für ihn wenig erfolgreich, mit nur 3 Top-10-Ergebnissen verpasste er den Einzug in den Chase. Im September kündigte Stewart an, seine NASCAR-Karriere nach der Saison 2016 zu beenden.

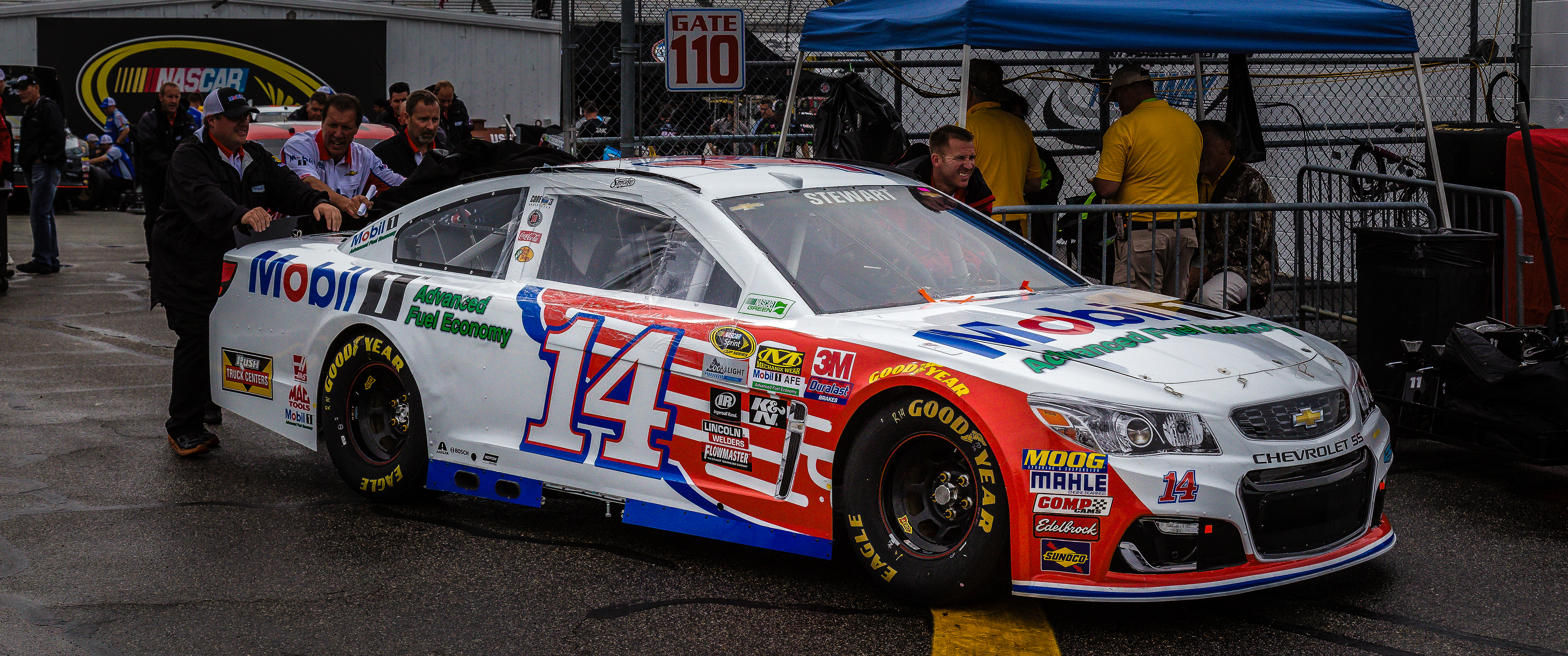
Stewarts Chevrolet der Saison 2016

Vor Beginn der Saison 2016 brach sich Stewart während des Fahrens von Dünenbuggys den Rücken, daraufhin musste er in den ersten acht Rennen durch Brian Vickers und Ty Dillon ersetzt werden. Bei seinem ersten Rennen der Saison in Richmond wurde er 19. Vor dem Rennen wurde die Regel, dass ein Fahrer alle Rennen einer Saison bestreiten muss, um am Chase teilnehmen zu können, für Stewart aufgehoben. Mit einem Sieg und einem Platz unter den ersten 30 der Gesamtwertung war es ihm also möglich, sich noch für den Chase zu qualifizieren. In Talladega übergab Stewart das Auto nach einer Empfehlung seines Arztes nach der ersten Caution an Ty Dillon, dieser beendete das Rennen als 7., da Stewart das Rennen startete, wurde das Ergebnis jedoch ihm zugesprochen. In Sonoma konnte Stewart sich den Sieg sichern, nachdem er Denny Hamlin in der letzten Kurve überholte. Durch einige gute Ergebnisse in den folgenden Rennen schaffte er den Sprung in die Top 30 der Fahrerwertung, er war damit für den Chase qualifiziert. Der Chase selbst verlief weniger erfolgreich, Stewart verpasste nach den ersten drei Rennen den Einzug in die zweite Runde.

## Dirt Track Racing
Seit 2000 trat Stewart zwischen NASCAR-Rennen immer wieder auch in verschiedenen Dirt-Car-Rennserien an. Er gründete dazu später ein eigenes Rennteam (Tony Stewart Racing), zu deren Fahrern die vielfachen Meister der World-of-Outlaws-Serie Donny Schatz und Steve Kinser gehören. Stewart gab an, die Winged Sprint Cars der Serie seien für ihn die am schwierigsten zu fahrenden Rennwagen gewesen. Er gewann im Juli 2011 sein erstes Rennen der WOO-Serie.
Am 17. Juli 2013 verursachte Stewart im New York Motorsports Park in Canandaigua einen Unfall, in den 15 Fahrzeuge verwickelt waren, eine Fahrerin wurde dabei schwer verletzt. In der Folge half Stewart bei der Entwicklung neuer Sicherheitseinrichtungen für Dirt-Car-Rennfahrzeuge. Bei einem weiteren Massenunfall am 6. August 2013 erlitt Stewart einen mehrfachen Beinbruch. Es dauerte fast ein Jahr bevor Stewart erneut bei Rennen antreten konnte. Er tat dies in gleichen Fahrzeug mit der Nr. 14 und gewann direkt sein erstes Rennen nach der Zwangspause am 20. Juli 2014, er erhoffte sich davon einen großen Selbstvertrauensschub für die anstehenden Rennen des NASCAR Sprint Cups.

### Tod von Kevin Ward Jr.
Am 9. August 2014 erfasste Stewart, erneut auf der Rennstrecke in Canandaigua, den auf der Strecke befindlichen Fahrer Kevin Ward Jr. mit dem rechten Hinterrad seines Dirt Cars. In der Runde zuvor war es zu einer Kollision zwischen den Fahrzeugen von Stewart und Ward gekommen, die zur Folge hatte, dass Ward aus dem Rennen ausschied. Dieser verließ danach sein Fahrzeug und lief, auf Stewart, der sein Rennen fortsetzen konnte, deutend, auf die Strecke. Ward wurde 45 Minuten nach dem Unfall im Krankenhaus für tot erklärt. Stewarts Team kündigte zunächst an, dieser werde wie geplant zum Rennen des NASCAR Sprint Cups in Watkins Glen International am 10. August antreten, dies sei „business as usual“. Wenige Stunden später widerrief das Team die Entscheidung, Stewart sagte seinen Start beim Rennen ab. Auch am nächsten Rennen auf dem Michigan International Speedway nahm Stewart nicht teil. Der Motorsportverband NASCAR erließ eine Regel, nach der Fahrer nach einem Zwischenfall das Fahrzeug nicht verlassen dürfen, bis Streckenpersonal eingetroffen ist.

## Rennsiege
- International Race of Champions: 4 Rennsiege, 1 Meisterschaft (2006)
- IRL IndyCar Series: 3 Rennsiege, 1 Meisterschaft (1997)